# Петре Андреевски
Петре Мито Андреевски (на македонска литературна норма: Петре М. Андреевски) е поет, романист, разказвач и драматург от Република Македония.

## Биография
Роден е в 1934 година в демирхисарското село Слоещица, тогава в Югославия. Основно образование завършва в родното си село, гимназия в Битоля, а висше образование във Философския факултет в Скопския университет. Работи известно време като учител из демирхисарските села. След това заминава за Скопие, където работи в редакцията за народна музика и по-късно в драматичната програма в Македонската телевизия. Редактор е на списанието „Разгледи“. Член на Македонската академия на науките и изкуствата от 2000 година. Член на Македонския ПЕН център. Член на Дружеството на писателите на Македония от 1964 година, a в 1983 година е и негов председател.
Носител е на наградите „11 октомври“, „Братя Миладиновци“ (два пъти), „Рациново признание“, „Стале Попов“, както и на наградата „Книжевно жезло“ на Дружеството на писателите на Македония. На 9 октомври 2007 президентът Бранко Цървенковски посмъртно го награждава с Орден за заслуги за Македония.

## Литературно творчество
Стихосбирки:
- Јазли (1960)
- И на небо и на земја (1962)
- Дениција (1968)
- Дални наковални (1971)
- Пофалби и поплаки (1975)
- Вечна куќа (1987)
- Лакримариј (1999)

Книги с разкази:
- Седмиот ден (1964)
- Неверни години (1974)
- Сите лица на смртта (1994)

Романи:
- Пиреј (1980)
- Скакулци (1983)
- Небеска Тимјановна (1988)
- Последните селани (1997)

Драми (1984), в която влизат:
- Време за пеење
- Богунемили

Стихосбирки за деца:
- Шарам барам
- Касни порасни

## Награди
- „11 Октомври“
- „Братя Миладиновци“ (два пъти)
- „Рациново признание“
- „Стале Попов“ (два пъти)